# ケン・メアリー
ケン・メアリー（Ken Mary）は、アメリカのミュージシャンで、ドラマー、音楽プロデューサー、エンジニア、レコード・エグゼクティブとして35枚以上のアルバムに携わってきている。彼はヘヴィ・ロックから合唱音楽まで幅広いジャンルで活動してきた。メアリーは、アクセプト、フィフス・エンジェル、チャステイン、TKO、インペリテリ、ハウス・オブ・ローズ、ボンファイアー、アリス・クーパーなどのアーティストとの共演で最もよく知られており、現在はフロットサム・アンド・ジェットサム、ジャック・ラッセルズ・グレイト・ホワイトのドラマーを務めている。

## ディスコグラフィ

### フィフス・エンジェル
- 『フィフス・エンジェル』 - Fifth Angel (1986年)
- 『タイム・ウィル・テル』 - Time Will Tell (1989年) ※旧邦題『時の呪文』
- The Third Secret (2018年)
- 『ホエン・エンジェルズ・キル』 - When Angels Kill (2023年)

### TKO
- 『顔に唾をかけろ!』 - In Your Face (1984年)
- 『ビロウ・ザ・ベルト』 - Below the Belt (1985年)

### チャステイン
- 『ルーラー・オブ・ザ・ウェイストランド』 - Ruler of the Wasteland (1986年)
- 『ザ・セブンス・オブ・ネヴァー』 - The 7th of Never (1987年)
- 『インストゥルメンタル・ヴァリエイションズ』 - Instrumental Variations (1987年) ※デイヴィッド・T・チャステイン名義
- 『ザ・ヴォイス・オブ・ザ・カルト』 - The Voice of the Cult (1988年)
- 『ウィズイン・ザ・ヒート』 - Within the Heat (1989年) ※デイヴィッド・T・チャステイン名義

### アリス・クーパー
- 『レイズ・ユア・フィスト・アンド・イェル』 - Raise Your Fist and Yell (1987年)

### インペリテリ
- 『グリン・アンド・ベアー・イット』 - Grin and Bear It (1992年)
- 『ヴィクティム・オブ・ザ・システム』 - Victim of the System (1993年)
- 『アンサー・トゥ・ザ・マスター』 - Answer to the Master (1994年)
- 『スクリーミング・シンフォニー』 - Screaming Symphony (1996年)
- 『フュエル・フォー・ザ・ファイア』 - Fuel for the Fire (1997年) ※EP
- 『アイ・オブ・ザ・ハリケーン』 - Eye of the Hurricane (1997年)

### ハウス・オブ・ローズ
- 『神々の舘』 - House of Lords (1988年)
- 『サハラ』 - Sahara (1990年)
- 『ザ・パワー・アンド・ザ・ミス』 - The Power and the Myth (2004年)
- 『ライヴ・イン・ザ・U.K.』 - Live in the UK (2007年)

### フロットサム・アンド・ジェットサム
- 『ジ・エンド・オブ・ケイオス』 - The End of Chaos (2019年)
- Blood in the Water (2021年)

### 参加アルバム
- タフ : 『ホワット・カムズ・アラウンド・ゴーズ・アラウンド』 - What Comes Around Goes Around (1991年)
- バッド・ムーン・ライジング : 『バッド・ムーン・ライジング』 - Bad Moon Rising (1991年)
- バッド・ムーン・ライジング : 『ブラッド』 - Blood (1993年)
- PATA : 『Raised on rock』 - Raised on Rock (1995年)
- ボンファイアー : 『ファイヤー・ワークス』 - Fire Works (1997年)
- デイヴィッド・グレン・アイズレー : The Lost Tapes (2001年)
- ロビン・ベック : Wonderland (2004年)
- ノーザン・ライト・オーケストラ : The Spirit of Christmas (2009年)
- ノーザン・ライト・オーケストラ : Celebrate Christmas (2010年)
- ゼム・ファジー・モンスターズ : Them Fuzzy Monsters (2020年)